# Victors FC
Der Victors Football Club war ein ugandischer Fußballverein aus Kampala.

## Erfolge
- Ugandischer Pokalsieger: 2008, 2010

## Statistik in den CAF-Wettbewerben
| Saison | Wettbewerb            | Runde    | Land                         | Verein                   | Heim | Auswärts       |
| ------ | --------------------- | -------- | ---------------------------- | ------------------------ | ---- | -------------- |
| 2009   | CAF Confederation Cup | Vorrunde | Simbabwe                     | CAPS United              | 0:2  | 0:1            |
| 2011   | CAF Confederation Cup | Vorrunde | Eswatini                     | Mbabane Highlanders      | 1:1  | 1:1 (Pen: 4:1) |
|        | CAF Confederation Cup | 1. Runde | Demokratische Republik Kongo | DC Motema Pembe Kinshasa | 1:1  | 0:1            |

| Teilnahmen | Spiele | Sieg | Remis | Verl. | Tore | Punkte |
| 2          | 6      | 0    | 3     | 3     | 3:7  | 3      |
| ---------- | ------ | ---- | ----- | ----- | ---- | ------ |